# Mezoregion Macro Metropolitana Paulista

Mezoregion Macro Metropolitana Paulista

Mezoregion Macro Metropolitana Paulista – mezoregion w brazylijskim stanie São Paulo, skupia 36 gmin zgrupowanych w czterech mikroregionach. Liczy 12.338,3 km² powierzchni.

## Mikroregiony
- Bragança Paulista
- Jundiaí
- Piedade
- Sorocaba